# 京义岛
京义岛是一个位于印度洋的岛屿，在缅甸南部孟邦海岸附近。

## 地理
这个4.6（2.9英里）长的岛屿距离海岸4.3（2.7英里）。它有四座山峰，森林茂密，最高高度为163（535英尺）。
京义距离佤邦南部8（5.0英里），位于冶河河口的一系列沿海小岛的最南端。